# 김용 (희극인)
김용(1966년 1월 3일 ~ 전라북도 정읍시)은 대한민국의 희극 배우이며 1985년 대학생 개그대회 금상으로 데뷔하여 이름을 알렸고 그 해 곧바로 KBS 개그맨 시험에 합격했다.
한편, 1998년 8월 7일 무면허 음주운전을 하다 사고를 내고 달아난 혐의 때문에 같은 달 12일 서울 강남경찰서로부터 사전구속영장이 신청됐으며 2002년 서울 청담동에 '으악'이란 꼼장어 전문점을 냈는데 하루 방문객만 800~1000명에 달했고 월 매출만 1억5000만원을 냈으나 수입이 많아지다 보니 지인들과 함께 대리운전,찜질방 사업에까지 손을 댔으며 이 과정에서 그 동안 벌어놓은 돈을 모두 까먹어 지인에게 사기를 당하기도 했다.
아울러, 2004년 8월 3일 술집에서 만난 후배한테 폭력을 휘두른 혐의 때문에 서울 강남경찰서로부터 입건됐다.

### 학력
- 건국대학교 신문방송학과

## 주요 출연작
- 유머 1번지 (탱자 가라사대)
- 쇼 비디오 자키
- 한바탕 웃음으로

### 영화
- 주글래 살래: 피자 주방장 역

### CF
- 1989년 롯데제과 찰떡아이스